# Liste der Einträge im National Register of Historic Places im Polk County (Wisconsin)

Lage des Polk County in Wisconsin

Die Liste der Einträge im National Register of Historic Places im Polk County in Wisconsin führt alle Bauwerke und historischen Stätten im Polk County auf, die in das National Register of Historic Places aufgenommen wurden.

## Legende
| NRHP | Historic Place    |
| HD   | Historic District |

## Aktuelle Einträge
| [ 2 ] | Name                                                      | Bild                                                      | Eintragsdatum        | Lage                                                                           | Ort                | Beschreibung |
| ----- | --------------------------------------------------------- | --------------------------------------------------------- | -------------------- | ------------------------------------------------------------------------------ | ------------------ | --- |
| 1     | Cushing Land Agency Building                              | Cushing Land Agency Building                              | 2005 ID-Nr. 05000955 | 106 South Washington Street 45° 24′ 36,1″ N, 92° 38′ 40,8″ W                   | St. Croix Falls    | 1882 im Queen-Anne-Stil errichtetes Gebäude der von Caleb Cushing gegründeten Immobilienfirma                                         |
| 2     | Dalles Bluff Site                                         |                                                           | 1981 ID-Nr. 81000054 | Adresse nicht veröffentlicht                                                   | St. Croix Falls    | |
| 3     | First Baptist Church                                      | First Baptist Church                                      | 2008 ID-Nr. 08000201 | 201 3rd Avenue 45° 19′ 19″ N, 92° 42′ 21″ W                                    | Osceola            | 1910 im neugotischen Stil errichtete Kirche                                                                                           |
| 4     | Frederic Depot                                            | Frederic Depot                                            | 2003 ID-Nr. 03000133 | 210 Oak Street West 45° 39′ 36″ N, 92° 28′ 6″ W                                | Frederic           | 1901 errichtetes Bahnhofsgebäude der SOO Line Railroad                                                                                |
| 5     | Geiger Building-Old Polk County Courthouse                | Geiger Building-Old Polk County Courthouse                | 1985 ID-Nr. 85003030 | 201 Cascade Street 45° 19′ 15″ N, 92° 42′ 21″ W                                | Osceola            | 1875 als Saloon errichtetes Gebäude, das bis 1899 teilweise auch als Justizgebäude und Gebängnist genutzt wurde                       |
| 6     | Alvah A. Heald House                                      | Alvah A. Heald House                                      | 1985 ID-Nr. 85003097 | 202 6th Avenue 45° 19′ 25″ N, 92° 42′ 11″ W                                    | Osceola            | 1879 im Italianate-Stil errichtetes Wohnhaus                                                                                          |
| 7     | Lamar Community Center                                    | Lamar Community Center                                    | 1982 ID-Nr. 82001860 | 200th Street 45° 25′ 26″ N, 92° 34′ 9″ W                                       | Lamar              | 1905 im Craftsman-Stil als Einklassenschule errichtet und später erweitert; heute gemeinnütziges Versammlungs- und Veranstaltungshaus |
| 8     | Minneapolis, St. Paul and Sault Saint Marie Railway Depot | Minneapolis, St. Paul and Sault Saint Marie Railway Depot | 2000 ID-Nr. 00001535 | 114 Depot Road 45° 19′ 3″ N, 92° 42′ 30″ W                                     | Osceola            | 1916 aus Klinkern errichtetes Bahnhofgebäude der SOO Line Railroad                                                                    |
| 9     | Osceola Commercial Historic District                      | Osceola Commercial Historic District                      | 2000 ID-Nr. 00001533 | Cascade Street zwischen 1st Avenue und 3rd Avenue 45° 19′ 15″ N, 92° 42′ 21″ W | Osceola            | 17 Geschäftshäuser im Zentrum von Osceola                                                                                             |
| 10    | Polk County Courthouse                                    | Polk County Courthouse                                    | 1982 ID-Nr. 82000697 | Main Street 45° 27′ 7″ N, 92° 27′ 8″ W                                         | Balsam Lake        | 1899 errichtetes früheres Justiz- und Verwaltungsgebäude des Polk County; heute Museum                                                |
| 11    | Seven Pines Lodge                                         | Seven Pines Lodge                                         | 1978 ID-Nr. 78000125 | südöstlich von Lewis 45° 41′ 46″ N, 92° 22′ 57″ W                              | Town of Clam Falls | Zwischen 1903 und 1910 errichteter rustikaler Landsitz des Getreidehändlers Charles E. Lewis                                          |
| 12    | St. Croix Falls Auditorium                                | St. Croix Falls Auditorium                                | 2007 ID-Nr. 07000711 | 201 North Washington Street 45° 24′ 45,2″ N, 92° 38′ 40,5″ W                   | St. Croix Falls    | 1917 errichtete Veranstaltungshalle für Kino, Theater, Tanz und Sportveranstaltungen                                                  |
| 13    | Thomas Henry Thompson House                               | Thomas Henry Thompson House                               | 1984 ID-Nr. 84003777 | 205 South Adams Street 45° 24′ 41″ N, 92° 38′ 39″ W                            | St. Croix Falls    | 1882 im Italianate-Stil errichtetes Wohnhaus                                                                                          |